# MTV 48 Hildesheim
Der MTV von 1848 Hildesheim e. V. ist ein deutscher Sportverein mit Sitz in der niedersächsischen Stadt Hildesheim im gleichnamigen Landkreis. Überregionale Bekanntheit bekam der Verein durch seine Volleyball-Mannschaften.

## Abteilungen

### Volleyball

#### Männer
Zur Saison 2000/01 stieg die Mannschaft in die 2. Bundesliga Nord auf. Nach der Debüt-Saison platzierte man sich mit 22:26 Punkten auf dem sechsten Platz. In den folgenden Spielzeiten platzierte sich das Team ebenfalls in dieser Region. Nach der Saison 2003/04 gelang mit 36:12 Punkten gar der zweite Platz. Auch nach der darauffolgenden Saison platzierte man sich mit 32:16 Punkten relativ weit oben in der Tabelle. Diesmal reichte es jedoch nur für den dritten Platz, was knapp nicht für den Aufstieg langte. Auch in den weiteren Spielzeiten gelang dies nicht mehr. Zur Saison 2007/08 übernahm dann eine Spielgemeinschaft mit dem TSV Giesen den Startplatz in der Spielklasse, die sofort als Meister in die 1. Bundesliga aufstieg. Der MTV war nun aber nicht mehr für die Mannschaft zuständig.
Zur Saison 2017/18 stieg der Verein noch einmal mit einer neuen Mannschaft aus der Regionalliga in die Dritte Liga auf. Mit 26 Punkten konnte man auch knapp die Klasse halten. Nach der nächsten Spielzeit sammelte man aber lediglich sechs Punkte und musste somit als Tabellenletzter wieder absteigen.

#### Frauen
Die erste Mannschaft stieg erstmals zur Saison 2019/20 in die Dritte Liga West auf. Nachdem das Team 20 Partien gespielt hatte, wurde die Saison aufgrund der Covid-19-Pandemie abgebrochen. Zu diesem Zeitpunkt stand die Mannschaft auf dem vierten Platz. Auch die nächste Saison wurde aufgrund der Pandemie wieder frühzeitig abgebrochen. Somit spielt die Frauen-Mannschaft auch noch in der Saison 2021/22 in der Spielklasse.